# HMS Sceptre (S104)
Pour les autres navires du même nom, voir HMS Sceptre.
Le HMS Sceptre (pennant number : S104), cinquième navire de ce nom dans la Royal Navy, est un sous-marin nucléaire d'attaque britannique de classe Swiftsure, construit par Vickers à Barrow-in-Furness. Il a été lancé en 1976, avec une bouteille de cidre brisée contre sa coque. Il a été commissionné le 14 février 1978, par Lady Audrey White. Il est le dixième sous-marin nucléaire à entrer en service dans la Royal Navy. Il a été mis hors service le 10 décembre 2010, date à laquelle il était le plus ancien navire en service de la Royal Navy encore disponible. Au total, environ 1 500 hommes ont servi à bord pendant sa carrière. En théorie, il est remplacé par le premier sous-marin de classe Astute entrant en service, le HMS Astute (S119),,.

## Engagements
Le Sceptre a subi plusieurs accidents graves au cours de sa carrière.

### Collision avec un sous-marin soviétique
Le 23 mai 1981, il est entré en collision avec un sous-marin soviétique, le Petropavlovsk-Kamchatskiy (K-211). Les systèmes de protection de son réacteur auraient effectué un arrêt d’urgence automatique, mais son capitaine a ordonné que les mécanismes de sécurité soient outrepassés (puissance de combat activée). On a ordonné à l’équipage de raconter qu’ils avaient heurté un iceberg.
Une grande partie de la coque extérieure du Sceptre a été arrachée à l’avant. Il y a eu des dommages à l’aileron avec le pont qui n’était plus là, et l’hélice du bateau russe avait entaillé la coque sous pression. Cet incident a été révélé lorsque David Forghan, l’ancien officier des systèmes d’armes du Sceptre, a donné une interview télévisée qui a été diffusée le 19 septembre 1991. Le sous-marin soviétique avec lequel le Sceptre est entré en collision est le K-211 de la classe Delta III. Celui-ci a rapporté que le 23 mai 1981 il était entré en collision avec un sous-marin inconnu, identifié à l’époque comme un sous-marin américain de classe Sturgeon,.

### Carénage de 1987
En 1987, le Sceptre a été équipé d’un cœur de réacteur amélioré (cœur Z). En mars 1990, il y a eu une fuite de liquide de refroidissement alors que le Sceptre était à HMNB Devonport. Le 20 octobre 1991, il y a eu un incendie à bord alors que le bateau était amarré à Faslane. En août 1995, le Sceptre a été forcé d’interrompre sa patrouille et de retourner à Faslane après avoir souffert, selon les termes du ministère de la Défense, « d’une faille non spécifiée dans le système de propulsion ». Un défaut dans le réacteur du Sceptre a été découvert en 1998, bien que sa gravité n’ait été appréciée qu’après l’enquête sur un autre accident grave.

### Incident duScotia(1989)
En novembre 2010, il a été rapporté dans le Hansard que le Sceptre avait accroché les filets du navire de pêche Scotia en novembre 1989.

### Accident d’essai de propulsion (2000)
Le 6 mars 2000, le Sceptre a subi un grave accident alors qu’il se trouvait dans une cale sèche des chantiers de Rosyth et qu’il subissait des essais vers la fin d’un carénage majeur. L’essai consistait à inonder la cale sèche et à faire fonctionner lentement les moteurs principaux avec de la vapeur fournie depuis le rivage. Cependant, trop de vapeur a été utilisée et les moteurs se sont emballés à pleine vitesse. Le Sceptre a cassé ses amarres et a tiré vers l’avant le berceau sur lequel il reposait. La conduite de vapeur s’est rompue, l’échafaudage s’est déformé, une grue a été poussée vers l’avant d’environ 15 pieds et le sous-marin s’est avancé d’environ 20 yards (18 m) à l’intérieur de la cale sèche.

### Retour au service actif (2003)
L’enquête sur l’emballement des moteurs a également examiné les problèmes du réacteur du Sceptre et a recommandé que le bateau soit démoli. En janvier 2002, alors que le Sceptre était toujours en travaux, le Ministre d’État aux Forces armées Adam Ingram a déclaré que le problème était dû à « de petites imperfections de fabrication d’origine » dans la cuve sous pression du réacteur. Il ne pouvait pas dire combien de temps il faudrait pour inspecter et réparer le problème. En mars 2003, le Sceptre a quitté Rosyth Dockyard, après avoir été en carénage pendant six ans, pour entreprendre des essais en mer ; c’était le dernier sous-marin en carénage à Rosyth. À la fin du mois d’octobre 2003, le Sceptre a terminé ses essais en mer après carénage et est retourné au service actif.

### Controverse de Gibraltar (2005)
Le 3 février 2005, le Sceptre s’est présenté à Gibraltar pour des réparations, s’attendant à repartir dans les six jours. Les responsables britanniques ont assuré aux responsables espagnols que les dommages se trouvaient dans le système de refroidissement du générateur diesel du bateau, et non dans le système de propulsion nucléaire. Auparavant, le Tireless avait passé une grande partie de l’année 2000 à Gibraltar pour réparer une fuite dans son système de refroidissement du réacteur. Néanmoins, le ministre des Affaires étrangères espagnol, Miguel Ángel Moratinos, a exprimé auprès de Jack Straw la « ferme protestation » de l’Espagne et a insisté pour que le Sceptre soit le dernier sous-marin britannique réparé à Gibraltar. En outre, Peter Caruana, le ministre en chef de Gibraltar, a affirmé qu’il avait été mal informé sur les réparations par le ministère de la Défense britannique et qu’il avait appris l’ampleur réelle des problèmes par des sources espagnoles. Les responsables londoniens lui avaient dit que les réparations étaient externes, négligeant de mentionner le système de refroidissement du générateur diesel. Le 7 février 2005, la porte-parole des forces armées britanniques Katherine Purdhoe a annoncé que les réparations étaient terminées. Le bateau a quitté Gibraltar le 9 février.

### Destin
Le HMS Sceptre a été envoyé aux îles Falkland pour soutenir la garnison britannique en mars 2010, lors du forage pétrolier exploratoire de Desire Petroleum. Le Sceptre est retourné à Devonport pour la dernière fois en mai 2010 et il a été mis hors service le 10 décembre 2010 après 32 ans de service. Sa cérémonie de désarmement a été suivie par 450 personnes et a été dirigée par l’aumônier de la Marine royale, le révérend Bernard Clarke. Parmi l’assistance était également présent le maire de Wigan, Michael Winstanley, en tant que représentant de la ville qui parrainait le Sceptre depuis longtemps. À partir de 2020, il est amarré à HMNB Devonport à Plymouth en attente de démantèlement.